# 2020 MQ53
2020 MQ53 est un objet transneptunien détaché, d'environ 70 km de diamètre, encore mal connu, mais qui pourrait être considéré comme transneptunien extrême. Il a été découvert en cherchant une cible potentielle pour la sonde New Horizons.
2020 MQ53 a une orbite estimée de l'ordre du 1 000 000 années, voire plus selon Johnston.